# Židovský hřbitov v Třeboni
Židovský hřbitov v Třeboni, založený na samém konci 19. století, leží východně od města v lese při polní cestě odbočující doleva ze silnice na Novou Hlínu. Od 15. října 2019 je hřbitov chráněn jako kulturní památka.
Hřbitovní domek pocházející z doby založení hřbitova se využívá jako rekreační obydlí.  Nad vstupní bránou stojí dosud čitelný nápis "Před smrtí jsou si všichni rovni, vážení a uctívaní a i ti, kteří vážení a uctívaní nejsou". Areál obklopuje dobře udržovaná cihlová zeď, jejíž kovaná brána je uzamčena.
Náhrobky se nalézají v severní části hřbitova, jižní je prázdná. Přibližně ve středu prostoru je umístěn hrob rodiny Metzlových. Ludvík, zemřelý roku 1933, byl předsedou ŽO v Třeboni, jeho tři synové Karel, Felix a Viktor byli spolu s většinou členů svých rodin umučeni v koncentračních táborech Osvětim, Dachau a Mauthausen. Na třeboňském Masarykově náměstí (před podloubím domu Třeboň I. č.p. 96, který jim patřil) jim jsou věnovány Kameny zmizelých, zlatě barvené dlažební kostky s jejich jmény a daty narození a úmrtí. Přímým potomkem (vnukem) Viktora je bývalý ministr kultury ČR Daniel Herman.